# Iris Dorsa
Gli Iris Dorsa sono una struttura geologica della superficie di Venere.